# Elecciones a las Cortes de Castilla-La Mancha de 1999
El 13 de junio de 1999 tuvieron lugar las quintas elecciones a las Cortes de Castilla-La Mancha, que renovaron la mayoría del Partido Socialista en la cámara autonómica y, por tanto, la presidencia de José Bono.

## Resultados
| ← Elecciones a las Cortes de Castilla-La Mancha de 1999 →  |                 |                 |           |                       |                       |                       |
| Partido                                                    | Candidato       | Candidato       | Votos     | %                     | Escaños               | +/-                   |
| PSOE-Progresistas (PSOE-Prog.)                             | José Bono       |                 | 561 332   | 53,42                 | 26                    | +2                    |
| Partido Popular (PP)                                       | Agustín Conde   |                 | 424 531   | 40,40                 | 21                    | -1                    |
| Izquierda Unida-Izquierda de Castilla-La Mancha (IU)       |                 |                 | 35 881    | 3,41                  | 0                     | -1                    |
| Unión Centrista - Centro Democrático y Social (UC-CDS)     |                 |                 | 2809      | 0,27                  | 0                     |                       |
| Partido Regionalista de Castilla-La Mancha (PRCM)          |                 |                 | 1919      | 0,18                  | 0                     |                       |
| Tierra Comunera - Partido Nacionalista Castellano (TC-PNC) |                 |                 | 1737      | 0,17                  | 0                     |                       |
| Falange Española de las JONS (FE-JONS)                     |                 |                 | 1442      | 0,14                  | 0                     |                       |
| Partido Demócrata Español (PADE)                           |                 |                 | 1071      | 0,10                  | 0                     |                       |
| Los Verdes-Grupo Verde (LV-GV)                             |                 |                 | 1034      | 0,10                  | 0                     |                       |
| Partido Regionalista Manchego (PRM)                        |                 |                 | 993       | 0,09                  | 0                     |                       |
| Partido Humanista (PH)                                     |                 |                 | 967       | 0,09                  | 0                     |                       |
| Unidad Regional Independiente (URI)                        |                 |                 | 635       | 0,06                  | 0                     |                       |
| Partido Autónomos de España y Agr. Ind. Esp. (PAE-I)       |                 |                 | 598       | 0,06                  | 0                     |                       |
| Partido Regionalista de Guadalajara (PRGU)                 |                 |                 | 512       | 0,05                  | 0                     |                       |
| Unión de Talavera y Comarca (UTyC)                         |                 |                 | 474       | 0,05                  | 0                     |                       |
| Votos en blanco                                            | Votos en blanco | Votos en blanco | 14 929    | 1,42                  | N/A                   | N/A                   |
| Votos válidos                                              | Votos válidos   | Votos válidos   | 1 050 864 | 100,00                | 47                    | N/A                   |
| Votos nulos                                                | Votos nulos     | Votos nulos     | 7146      | Participación: 74,9 % | Participación: 74,9 % | Participación: 74,9 % |
| Votantes                                                   | Votantes        | Votantes        | 1 058 010 | Participación: 74,9 % | Participación: 74,9 % | Participación: 74,9 % |
| Electores                                                  | Electores       | Electores       | 1 413 503 | Participación: 74,9 % | Participación: 74,9 % | Participación: 74,9 % |

## Investidura del presidente de la Junta de Comunidades de Castilla-La Mancha
José Bono, del PSOE, fue investido presidente de la Junta de Comunidades de Castilla-La Mancha en julio de 1999, tras una votación de investidura en la que recabó el apoyo de los 26 diputados del PSOE de la nueva cámara y la oposición de los 21 diputados del PP.
| Candidato        | Fecha                                                   | Voto |    |    | Total |
| ---------------- | ------------------------------------------------------- | ---- | -- | -- | ----- |
| José Bono (PSOE) | 14 de julio de 1999 Mayoría requerida: Absoluta (24/47) | Sí   | 26 |    | 26/47 |
| José Bono (PSOE) | 14 de julio de 1999 Mayoría requerida: Absoluta (24/47) | No   |    | 21 | 21/47 |